# 소년구락부
《더 소년 클럽》(일본어: ザ少年倶楽部)는 2000년 4월부터 일본 NHK 위성 제2텔레비전·NHK 디지털 위성 하이비전(2011년 4월 11일 이후는 NHK BS 프리미엄)에서 방송되고 있는 음악 프로그램이다. NHK 엔터프라이즈에서 제작한다.
본항에서는 2006년 4월부터 관련 프로그램으로서 방송을 개시한, Kis-My-Ft2가 정규 MC를 맡은 《소년구락부 프리미엄》도 상술한다.

## 개요
- NHK의 위성방송에서의 음악 프로그램, 《선데이 영 뮤직》 틀의 프로그램 중 하나이다. 출연자인 쟈니즈 Jr.에게 있어서, 레귤러 출연할 수 있는 몇 안되는 텔레비전 프로그램이다. CD 데뷔 전에는 쟈니즈 Jr. 명의로 출연, CD 데뷔 후에는 그룹 명의로의 출연이다.

- 2000년 4월 방송 개시 당초는, CT-101 스튜디오에서 수록을 해, 매주 일요일 방송됐던 30분 프로그램이었다. 2003년 4월 방송부터 NHK홀에서 공개 수록(동시에 하이비전 방송화)으로 바뀌고, 월 2회, 55분(본편은 53분간)의 프로그램이 되었다. 2006년 4월부터 2011년 3월까지는 50분간의 방송으로, 《소년구락부 프리미엄》도 함께 월 3회 방송되었다. 2011년도는 지금까지보다 5분 단축되어 45분 방송으로 2012년도는 1분 단축되어 44분 방송(월 3회 방송은 지금까지와 마찬가지로). 2013년도는 오랜만에 프로그램이 리뉴얼되어, 방송 시간도 지금까지 중 가장 긴 59분간의 방송이 되어, 새롭게 칸사이 쟈니즈 Jr.의 코너도 생겼다. 또 전 프로그램 《아이돌 온 스테이지》 《뮤직 점프》 시대부터 오랫동안 일요일 18시대에 방송되어 왔지만, 2010년 4월 방송부터 수요일 20시대 방송이 되었다(금요일 18시대는 재방송 범위로서 2012년도 이후에도 존속). 한편, 해외용 TV 프로그램 전달의 NHK 월드 프리미엄에서는 연도의 프로그램 개편으로 몇 번이나 시간대 변경이 된 적은 있었지만, 현재도 일요일 방송을 계속하고 있다. 촬영은 한 달에 1번, NHK홀에서 2주 정도 이루어지고 있다.

- 현재의 프로그램 타이틀 로고는 5대째(2014년 4월 ~ )이다. 참고로 초대(2000년 4월 ~ 2003년 3월) 타이틀 로고는 아라시·오노 사토시에 의한 것이었다. 《소년구락부 프리미엄》은 2010년 3월 방송분까지는 3대째의 타이틀 로고를 사용하고 있었지만, 동년 4월 방송분부터 새로운 로고로 변경되었고, 2014년 4월 방송분부터 새로운 로고로 다시 변경되었다.

- 2006년 4월부터 2011년 3월까지 사회는 코야마 케이치로(NEWS), 나카마루 유이치(KAT-TUN)가 맡고, 동년 4월부터 2014년 3월까지 Hey! Say! JUMP로 교체되어 로테이션을 짜 사회를 맡았고(다만 아리오카 다이키는 고정), 동년 4월부터는 카와이 후미토(A.B.C.-Z), 키리야마 아키토(쟈니즈WEST)로 교체되어 사회를 맡고 있다. 레귤러 출연자는 Sexy Zone, A.B.C-Z, 쟈니즈WEST, 쟈니즈 Jr.(Hip Hop JUMP, Mis Snow Man, Question? 등)이다. NHK 오사카 홀에서 녹화할 때는 칸사이 쟈니즈 Jr.가 메인으로 출연한다.

- 요즘 들어서는 한 달의 마지막 주에는 그 동안의 무대를 정리한 스페셜을 방영한다.

## 출연자
사회
- 카와이 후미토(A.B.C-Z) (2014년 4월 2일 ~ )

## 레귤러 출현1
- King & Prince
- Snow Man
- timelesz
- A.B.C-Z
- 쟈니즈 Jr.

## 레귤러 출현2
- 쟈니즈WEST
- 칸사이 쟈니즈 Jr. (2013년 4월부터 매회 출연/이전에는 칸사이 쥬니어에게 Q나 오사카 수록 시에 출연)

## 방송 내용
오리지널 곡을 부르거나, 토크에 참여하는 것 이외에도, 퀴즈나 스포츠로 대결하거나, 한가지 재주를 선보이는 등, 출연자의 개성을 끌어내는 코너가 있다. 2005년 4월부터 2007년 2월까지는, 매회 프로그램의 첫머리에서 프로듀서와 테마를 발표하고, 프로그램 진행을 도왔지만, 2007년 4월부터는 프로듀서제는 폐지됐다. 2006년 4월부터에 프로그램을 리뉴얼해, 게스트 출연자의 테두리가 마련됐다.
프로듀서
그 회의 사회 진행을 맡아, 프로그램을 진행하는 역할이다. 주로 레귤러 출연자인 쟈니즈 Jr.가 맡지만, 게스트 출연의 NEWS·칸쟈니∞·KAT-TUN 등이 맡는 일도 있었다. 2007년 4월부터 프로듀서제는 폐지됐지만, 야마다 료스케가 프로듀서 요구를 쇄도한 계기로, 2008년 2월 제2회째 방송에서 1번 프로듀서제가 부활했다.
테마
본인이 정하는 경우도 있지만, 대부분은 시청자로부터 모집한다. 테마에 준거한 메들리 곡을 피로하거나, 〈Jr.에게 Q〉라는 코너에서 테마를 감안한 질문을 쟈니즈 Jr.에게 하거나, 프로그램을 진행하는 데에 있어서 필수적인 것이 되고 있다.
2007년까지 〈Jr.에게 Q〉에서는 NHK 오사카 홀에서의 수록 이외의 경우에는 주로 칸토 Jr.에의 질문이었지만, 2008년부터 새롭게 〈칸사이 쥬니어에게 Q〉가 생겨, 칸사이 Jr.가 출연할 수 있게 되었다.
2009년도부터 쟈니즈 Jr.가 테마를 소개하는 형태가 됐다.

### 2000년 4월 ~ 2003년 3월
| 방송일          | 게스트                               | 비고                             |
| --------------- | ------------------------------------ | -------------------------------- |
| 2000년 4월 9일  | 아라시                               |                                  |
| 4월 23일        | 아라시 니시키도 료                   |                                  |
| 4월 30일        | 아라시 니시키도 료                   |                                  |
| 5월 7일         | 이마이 츠바사                        |                                  |
| 5월 14일        | 아라시                               |                                  |
| 5월 21일        | -                                    |                                  |
| 5월 28일        | 시부타니 스바루                      |                                  |
| 6월 11일        | 무라카미 싱고                        |                                  |
| 6월 18일        | Musical Academy                      |                                  |
| 7월 9일         | 이마이 츠바사                        |                                  |
| 7월 16일        | 아라시                               |                                  |
| 7월 23일        | 아라시                               |                                  |
| 8월 13일        | -                                    | 총집편                           |
| 8월 27일        | -                                    | 총집편                           |
| 9월 3일         | 타키자와 히데아키 이마이 츠바사      |                                  |
| 9월 10일        | 타키자와 히데아키                    |                                  |
| 9월 17일        | -                                    |                                  |
| 9월 24일        | 시부타니 스바루                      |                                  |
| 10월 1일        | Musical Academy                      |                                  |
| 10월 8일        | 니시키도 료                          |                                  |
| 10월 22일       | 니시키도 료                          |                                  |
| 10월 29일       | -                                    |                                  |
| 11월 5일        | 타키자와 히데아키                    |                                  |
| 11월 12일       | 아라시                               |                                  |
| 11월 19일       | 아라시 요코야마 유 무라카미 싱고     |                                  |
| 12월 3일        | 시부타니 스바루                      |                                  |
| 12월 10일       | Musical Academy                      |                                  |
| 12월 24일       | -                                    | 크리스마스 SP                    |
| 2001년 1월 7일  | 이마이 츠바사                        |                                  |
| 1월 14일        | -                                    | 총집편 명탐정 토마스 SP          |
| 1월 21일        | -                                    | 총집편 뭐든 랭킹 SP              |
| 2월 4일         | 아라시                               |                                  |
| 2월 11일        | 아라시                               |                                  |
| 2월 25일        | 이마이 츠바사                        |                                  |
| 3월 4일         | 이마이 츠바사                        |                                  |
| 3월 11일        | -                                    | 총집편                           |
| 3월 18일        | -                                    | 총집편                           |
| 4월 1일         | 타키자와 히데아키                    |                                  |
| 4월 8일         | 타키자와 히데아키                    |                                  |
| 4월 22일        | 아라시                               |                                  |
| 4월 29일        | 타키자와 히데아키 이마이 츠바사      |                                  |
| 5월 6일         | 타키자와 히데아키 이마이 츠바사      |                                  |
| 5월 13일        | -                                    |                                  |
| 5월 20일        | -                                    |                                  |
| 5월 27일        | Musical Academy                      |                                  |
| 6월 10일        | 시부타니 스바루                      |                                  |
| 6월 17일        | 타키자와 히데아키                    |                                  |
| 6월 24일        | 타키자와 히데아키                    |                                  |
| 7월 1일         | 니시키도 료                          |                                  |
| 7월 8일         | 이마이 츠바사                        |                                  |
| 7월 15일        | -                                    |                                  |
| 7월 22일        | -                                    |                                  |
| 7월 29일        | -                                    | 리퀘스트 스페셜                  |
| 8월 5일         | -                                    | 총집편                           |
| 8월 12일        | -                                    | 총집편                           |
| 9월 9일         | 타키자와 히데아키 이마이 츠바사      |                                  |
| 9월 16일        | 타키자와 히데아키                    |                                  |
| 9월 23일        | 이마이 츠바사                        |                                  |
| 9월 30일        | -                                    | 총집편                           |
| 10월 14일       | Musical Academy                      |                                  |
| 10월 21일       | 시부타니 스바루                      |                                  |
| 10월 28일       | 타키자와 히데아키                    |                                  |
| 11월 11일       | 니시키도 료                          |                                  |
| 11월 18일       | 이마이 츠바사                        |                                  |
| 12월 9일        | -                                    |                                  |
| 2002년 1월 20일 | -                                    |                                  |
| 1월 27일        | -                                    |                                  |
| 2월 1일         | -                                    |                                  |
| 2월 4일         | -                                    |                                  |
| 2월 24일        | 아라시                               |                                  |
| 3월 10일        | 타키자와 히데아키                    |                                  |
| 3월 24일        | 타키자와 히데아키                    |                                  |
| 4월 21일        | -                                    |                                  |
| 4월 28일        | 타키 & 츠바사                        |                                  |
| 5월 12일        | V.WEST                               |                                  |
| 5월 19일        | 타키자와 히데아키                    |                                  |
| 5월 26일        | -                                    |                                  |
| 6월 9일         | 지미 Mackey 하세가와 준              |                                  |
| 6월 16일        | -                                    |                                  |
| 6월 23일        | -                                    |                                  |
| 6월 30일        | -                                    |                                  |
| 7월 7일         | 아라시                               |                                  |
| 7월 14일        | 아라시                               |                                  |
| 7월 21일        | 아라시                               |                                  |
| 7월 28일        | -                                    |                                  |
| 8월 4일         | -                                    |                                  |
| 8월 11일        | -                                    |                                  |
| 8월 18일        | -                                    |                                  |
| 9월 8일         | -                                    |                                  |
| 9월 15일        | -                                    |                                  |
| 9월 22일        | 타키자와 히데아키                    |                                  |
| 9월 29일        | -                                    | Jr.drama 〈어느 맑은 날의 정경〉 |
| 10월 13일       | 타키 & 츠바사                        |                                  |
| 10월 20일       | -                                    |                                  |
| 10월 27일       | -                                    |                                  |
| 11월 10일       | -                                    |                                  |
| 11월 17일       | 타나카(타나카 코키, 나카마루 유이치) |                                  |
| 11월 24일       |                                      | 길 잃은 탐정 토마스              |
| 12월 1일        | 칸사이 Jr.                           |                                  |
| 12월 15일       | 칸사이 Jr.                           |                                  |
| 12월 22일       | -                                    | 크리스마스 SP                    |
| 2003년 1월 19일 | -                                    |                                  |
| 1월 26일        | -                                    |                                  |
| 2월 9일         | 아라시                               |                                  |
| 2월 16일        | KAT-TUN                              |                                  |
| 3월 2일         | -                                    |                                  |
| 3월 9일         |                                      | 총집편                           |
| 3월 16일        |                                      | 총집편                           |

### 2003년 4월 ~ 2005년 2월
| 방송일          | 테마       | 게스트                                                           | 메들리     |
| --------------- | ---------- | ---------------------------------------------------------------- | ---------- |
| 2003년 4월 6일  | -          | KinKi Kids                                                       | -          |
| 4월 13일        | 청춘       | -                                                                | -          |
| 5월 11일        | -          | 타키 & 츠바사                                                    | -          |
| 5월 18일        | -          | 타키 & 츠바사                                                    | -          |
| 6월 8일         | -          | 타키자와 히데아키                                                | -          |
| 6월 15일        | -          | 타키자와 히데아키                                                | -          |
| 7월 6일         | -          | 이마이 츠바사                                                    | -          |
| 7월 13일        | -          | 이마이 츠바사                                                    | -          |
| 8월 3일         | -          | -                                                                | -          |
| 9월 7일         | -          | 칸쟈니∞                                                          | -          |
| 9월 14일        | -          | 칸쟈니∞                                                          | -          |
| 10월 5일        | -          | -                                                                | -          |
| 10월 12일       | -          | 이마이 츠바사                                                    | -          |
| 11월 2일        | NEWS 데뷔  | NEWS                                                             | 동요       |
| 11월 9일        | -          | 타키 & 츠바사                                                    | Positive   |
| 12월 7일        | 사랑       | -                                                                | -          |
| 12월 14일       | 크리스마스 | -                                                                | 크리스마스 |
| 2004년 1월 11일 | 성장 비약  | 타키 & 츠바사 칸쟈니∞                                            | Run        |
| 1월 18일        | HOT        | 칸쟈니∞                                                          | 온기·겨울  |
| 2월 8일         | 연정       | -                                                                | 연정       |
| 2월 15일        | 졸업       | 아라시                                                           | 졸업       |
| 3월 14일        | 총집편     | -                                                                | -          |
| 4월 4일         | 스타트     | 이마이 츠바사                                                    | 스타트     |
| 4월 11일        | 만남       | 야마시타 토모히사                                                | -          |
| 5월 2일         | 청춘       | 타키자와 히데아키 이쿠타 토마                                    | -          |
| 5월 9일         | 망설임     | 야마시타 토모히사                                                | 망설임     |
| 6월 6일         | 꿈         | 마스다 타카히사                                                  | 꿈         |
| 6월 13일        | 해피       | 요코야마 유 무라카미 싱고                                        | 해피       |
| 7월 4일         | 설레임     | 이마이 츠바사                                                    | 설레임     |
| 7월 11일        | 여름       | 이마이 츠바사                                                    | 여름       |
| 8월 1일         | HISTORY    | 총집편                                                           | -          |
| 9월 12일        | 인연       | 타키자와 히데아키                                                | 인연       |
| 9월 19일        | 챌린지     | 칸쟈니∞                                                          | 챌린지     |
| 10월 3일        | 용기       | 칸쟈니∞                                                          | -          |
| 10월 17일       | 로맨스     | 칸쟈니∞                                                          | -          |
| 11월 14일       | 고독       | 이마이 츠바사                                                    | -          |
| 11월 21일       | 마음       | 이마이 츠바사                                                    | -          |
| 12월 5일        | 미소       | -                                                                | -          |
| 12월 12일       | 크리스마스 | -                                                                | -          |
| 2005년 1월 9일  | 희망       | 칸쟈니∞                                                          | 희망       |
| 1월 16일        | 화(和)     | 칸쟈니∞                                                          | 재퍼네스크 |
| 2월 13일        | 트라이     | 3형제(요코야마 유·야스다 쇼타·시부타니 스바루)                   | 트라이     |
| 2월 20일        | 미래       | 3형제(요코야마 유·야스다 쇼타·시부타니 스바루) 타키자와 히데아키 | -          |

### 2005년 4월 ~ 2006년 3월
| 방송일         | 프로듀서                      | 테마                 |
| -------------- | ----------------------------- | -------------------- |
| 2005년 4월 3일 | 카메나시 카즈야               | 두근두근             |
| 4월 10일       | 타나카 코키                   | 스타일               |
| 5월 8일        | 타구치 준노스케               | 청(青)               |
| 5월 15일       | 야마시타 토모히사             | 친구                 |
| 6월 5일        | 무라카미 싱고                 | 배틀                 |
| 6월 19일       | 아카니시 진                   | 러브&내츄럴          |
| 7월 10일       | 코야마 케이치로               | 체리시=소중히 여기다 |
| 8월 21일       | 야마시타 토모히사 아카니시 진 | 우리의 여름          |
| 9월 11일       | 우에다 타츠야                 | 소원                 |
| 9월 18일       | 나카마루 유이치               | 눈물                 |
| 10월 9일       | 카메나시 카즈야               | 짝사랑               |
| 10월 16일      | 지미 Mackey 야부 코타         | 비밀                 |
| 11월 13일      | 마스다 타카히사               | 스마일               |
| 11월 20일      | 니시키도 료                   | 프라이드             |
| 12월 11일      | 카토 시게아키                 | 고마워               |
| 12월 18일      | NEWS                          | 크리스마스           |
| 2006년 1월 8일 | 쿠사노 히로노리               | BOYS BE AMBITIOUS    |
| 1월 15일       | 테고시 유야                   | 어른이란 뭐야!?      |
| 3월 5일        | 야마시타 토모히사 야부 코타   | 사랑                 |
| 3월 19일       | KAT-TUN                       | 출발                 |

### 2006년 4월 ~ 2007년 2월
프로그램을 리뉴얼해, 게스트 출연자의 테두리가 마련된다. 또, 사회 진행 역으로 MC가 고정되어, 코야마 케이치로(NEWS)와 나카마루 유이치(KAT-TUN)가 맡게 된다.
| 방송일          | 프로듀서                                                                  | 테마           | 게스트                           |
| --------------- | ------------------------------------------------------------------------- | -------------- | -------------------------------- |
| 2006년 3월 19일 | KAT-TUN                                                                   | 출발           |                                  |
| 2006년 4월 9일  | 카메나시 카즈야                                                           | 데뷔           |                                  |
| 4월 16일        | KAT-TUN                                                                   | KAT-TUN        |                                  |
| 5월 7일         | 요코야마 유                                                               | 펑키           | 칸쟈니∞                          |
| 5월 14일        | 야오토메 히카루                                                           | 빛             | 칸쟈니∞                          |
| 6월 4일         | 나카지마 유토                                                             | 마니아         | 야마시타 토모히사 칸쟈니∞        |
| 6월 11일        | 키타야마 히로미츠                                                         | 남자! (히어로) | 칸쟈니∞                          |
| 7월 2일         | 후지가야 타이스케                                                         | 메시지         | 아라시                           |
| 7월 9일         | 우에다 타츠야                                                             | 도전           | 아라시                           |
| 9월 3일         | B.A.D.BOYS                                                                | 약속           | 타키자와 히데아키 GYM B.A.D.BOYS |
| 9월 10일        | 이노오 케이                                                               | 영혼 (소울)    | GYM B.A.D.BOYS                   |
| 10월 1일        | 야마다 료스케                                                             | 섹시           | B.A.D.BOYS with OSSaN            |
| 10월 8일        | 토츠카 쇼타                                                               | 길             | 마스다 타카히사                  |
| 11월 5일        | 센가 켄토                                                                 | 찬스           | 타구치 준노스케                  |
| 11월 12일       | 야마시타 쇼온                                                             | 마음           | 테고시 유야                      |
| 12월 3일        | Kis-My-Ft2                                                                | 개성           | 테고마스                         |
| 12월 10일       | 야부 코타 야오토메 히카루                                                 | 동료           | 테고마스                         |
| 2007년 1월 7일  | 나카지마 유토 야마다 료스케 모리모토 류타로 모리모토 신타로 쿄모토 타이가 | 죄송합니다     | 타키 & 츠바사                    |
| 1월 14일        | Question?                                                                 | 수수께끼       | 타키 & 츠바사                    |
| 2월 4일         | A.B.C.                                                                    | 모험           | 야마시타 토모히사                |
| 2월 11일        | 나카마루 유이치                                                           | 고백           | 야마시타 토모히사                |

### 2007년 4월 ~ 2008년 3월
프로그램을 리뉴얼해,  퓨로듀서제를 폐지해 출연자 전원이 테마에 임하게 된다. 또, 메인 MC인 코야마 케이치로와 나카마루 유이치에, Hey! Say! JUMP(2007년 4월 당시는 쟈니즈 Jr.)의 야부 코타, 야오토메 히카루, 나카지마 유토가 서브 MC가 된다.
| 방송일         | 테마        | 게스트                                      | 비고 |
| -------------- | ----------- | ------------------------------------------- | --- |
| 2007년 4월 8일 | 스타트      | 카토 시게아키                               | |
| 4월 15일       | 우정        | 야라 토모유키                               | |
| 5월 6일        | 동경        | 카메나시 카즈야 테고마스                    | |
| 5월 13일       | 여행        | 카메나시 카즈야                             | |
| 6월 3일        | 징크스      | 우에다 타츠야                               | |
| 6월 10일       | 말          | 우에다 타츠야                               | |
| 7월 1일        | 오사카      | 칸쟈니∞                                     | NHK 오사카 홀에서 수록 메인 MC인 나카마루, 서브 MC인 나카지마가 부재. 메인 MC를 코야마와 무라카미 싱고가 담당. |
| 7월 8일        | 컬러        | 칸쟈니∞                                     | NHK 오사카 홀에서 수록 메인 MC인 나카마루, 서브 MC인 나카지마가 부재. 메인 MC를 코야마와 무라카미 싱고가 담당. |
| 8월 5일        | 여름 Part1  | NEWS B.A.D.BOYS OSSaN                       | NEWS 스페셜 |
| 8월 12일       | 여름 Part2  | NEWS B.A.D.BOYS OSSaN                       | NEWS 스페셜 |
| 9월 2일        | 만남        | 아카니시 진 타나카 코키                     | |
| 9월 9일        | 감사        | 타나카 코키                                 | |
| 10월 7일       | Anniversary | 타키 & 츠바사                               | |
| 10월 14일      | 팀          | 타키 & 츠바사 야라 토모유키                 | 타키자와 프로젝트 전모 공개                                                                                    |
| 11월 4일       | BEST        | 야라 토모유키                               | |
| 11월 11일      | POWER       | 타키자와 히데아키 야라 토모유키             | |
| 12월 2일       | 2007        | 야마시타 토모히사 니시키도 료               | |
| 12월 9일       | 소원        | 야마시타 토모히사 니시키도 료               | |
| 12월 23일      | -           | 타키자와 히데아키 야라 토모유키             | ~우리의 크리스마스 프레젠트~                                                                                   |
| 2008년 1월 6일 | 꿈          | 시부타니 스바루 마루야마 류헤이 야스다 쇼타 | |
| 1월 13일       | 여행길      | 시부타니 스바루 마루야마 류헤이 야스다 쇼타 | |
| 2월 3일        | 보물        | 요코야마 유                                 | 칸사이 Jr. 참가(나카야마 유마) 야마다 료스케가 1회용 프로듀서가 된다（2월 10일）                               |
| 2월 10일       | LOVE SONG   | 타구치 준노스케                             | 칸사이 Jr. 참가(나카야마 유마) 야마다 료스케가 1회용 프로듀서가 된다（2월 10일）                               |
| 3월 2일        | 눈물        | NEWS                                        | 칸사이 Jr. 참가(나카야마 유마) 야마다 료스케가 1회용 프로듀서가 된다（2월 10일）                               |
| 3월 9일        | 청춘        | NEWS                                        | 칸사이 Jr. 참가(나카야마 유마) 야마다 료스케가 1회용 프로듀서가 된다（2월 10일）                               |

### 2008년 4월 ~ 2009년 3월
2008년도부터, 메인 MC인 코야마 케이치로와 나카마루 유이치가 테마를 정한다. Hey! Say! JUMP는 게스트가 된다.
| 방송일         | 테마          | 게스트                                                                        | 비고 |
| -------------- | ------------- | ----------------------------------------------------------------------------- | --- |
| 2008년 4월 6일 | 만남          | 타키자와 히데아키 무투관                                                      | 칸사이 Jr. 참가(하마나카 분이치, 이토 마사시, 무로 타츠키, 키쿠오카 마사히로, 나카타 다이치, 나카야마 유마) |
| 4월 13일       | 진심          | 야라 토모유키 Hey! Say! BEST                                                  | 칸사이 Jr. 참가(하마나카 분이치, 이토 마사시, 무로 타츠키, 키쿠오카 마사히로, 나카타 다이치, 나카야마 유마) |
| 5월 4일        | 원기          | Hey! Say! 7 무투관(야라·하마나카·야마모토만)                                  | DREAM BOY (오사카 공연) 출연자는 출연하지 않았다.                                                           |
| 5월 11일       | 프렌드        | Hey! Say! 7                                                                   | DREAM BOY (오사카 공연) 출연자는 출연하지 않았다. 칸사이 Jr. 참가(칸사이 쥬니어에게 Q)                      |
| 6월 1일        | 때(時)        | 야스다 쇼타 무투관                                                            | |
| 6월 8일        | ROCK          | 야스다 쇼타 무투관                                                            | 칸사이 Jr. 참가(칸사이 쥬니어에게 Q)                                                                        |
| 7월 6일        | SUMMER        | 테고마스                                                                      | NHK 오사카 홀에서 수록                                                                                      |
| 7월 13일       | 스마일        | 테고마스                                                                      | NHK 오사카 홀에서 수록                                                                                      |
| 8월 3일        | VACATION      | 이마이 츠바사 아리오카 다이키 야마다 료스케 나카지마 유토 치넨 유리           | 사회:코야마 케이치로, 카토 시게아키                                                                         |
| 8월 10일       | 모험          | 이마이 츠바사 야부 코타 아리오카 다이키 야마다 료스케 나카지마 유토 치넨 유리 | 사회:코야마 케이치로, 카토 시게아키 칸사이 Jr. 참가(칸사이 쥬니어에게 Q)                                    |
| 9월 7일        | 동료          | 타카키 유야 B.A.D.                                                            | 칸사이 Jr. 참가(칸사이 쥬니어에게 Q)                                                                        |
| 9월 14일       | 사랑          | Hey! Say! BEST                                                                | |
| 10월 5일       | 소중          | 야부 코타 야오토메 히카루                                                     | |
| 10월 12일      | 비밀          | 타구치 준노스케                                                               | |
| 11월 2일       | DANCE         | 야부 코타 나카타 다이치 하마다 타카히로                                       | |
| 11월 9일       | 고마워        | 테고마스]                                                                     | |
| 12월 7일       | 겨울          | 마루야마 류헤이                                                               | |
| 12월 14일      | 2008          | 마루야마 류헤이                                                               | |
| 2009년 1월 4일 | 미래          | 타키자와 히데아키 야마시타 토모히사                                           | |
| 1월 11일       | Favorite Song | 우치 히로키                                                                   | |
| 2월 1일        | 비약          | Hey! Say! JUMP                                                                | |
| 2월 8일        | SWEET         | Hey! Say! JUMP                                                                | |
| 3월 1일        | 추억          | KAT-TUN                                                                       | |
| 3월 8일        | 챌린지        | KAT-TUN                                                                       | |

### 2009년 4월 ~ 2010년 3월
메인 MC인 코야마 케이치로, 나카마루 유이치, 출연자인 쟈니즈 Jr.나 게스트가 테마를 정한다.
| 방송일          | 테마         | 게스트                                                | 테마 발표                                             | 비고                                                        |
| --------------- | ------------ | ----------------------------------------------------- | ----------------------------------------------------- | ----------------------------------------------------------- |
| 2009년 4월 5일  | 프레시       | Hey! Say! 7                                           | 키타야마 히로미츠 하기야 케이고 타나카 쥬리           |                                                             |
| 4월 12일        | 동경~히어로~ | Hey! Say! 7                                           | 후지가야 타이스케 B.I.Shadow                          |                                                             |
| 5월 3일         | 가족         | NEWS 타키자와 히데아키                                | 모리모토 신타로 타마모리 유타                         |                                                             |
| 5월 10일        | 행복한 순간  | 야마시타 토모히사                                     | 하시모토 료스케 쿄모토 타이가 우에쿠사 유타           |                                                             |
| 6월 7일         | ROCK         | 우치 히로키                                           | 키타야마 히로미츠 요도가와 요시히로                   |                                                             |
| 6월 14일        | DANCE        | 우치 히로키                                           | 토츠카 쇼타 하마나카 분이치                           |                                                             |
| 7월 5일         | -            | 테고마스                                              | -                                                     | Hey! Say! JUMP 및 나카야마유마 w/B.I.Shadow가 메인으로 구성 |
| 7월 12일        | -            | -                                                     | -                                                     | Hey! Say! JUMP 및 나카야마유마 w/B.I.Shadow가 메인으로 구성 |
| 8월 2일         | 꿈           | -                                                     | 나카야마 유마 키리야마 아키토 나카마 준타             | NHK 오사카 홀에서 수록                                      |
| 8월 9일         | 여름         | -                                                     | 나카타 다이치 하마다 타카히로                         | NHK 오사카 홀에서 수록                                      |
| 9월 6일         | WORLD        | 우치 히로키                                           | 나카지마 켄토                                         |                                                             |
| 9월 13일        | 파이트       | 우치 히로키                                           | 후지가야 타이스케                                     |                                                             |
| 10월 4일        | 사랑         | NYCboys                                               | NYCboys                                               |                                                             |
| 10월 11일       | 동료         | Hey! Say! 7                                           | 이고 아쿤                                             |                                                             |
| 11월 1일        | 컬러         | 타키자와 히데아키 아리오카 다이키                     | 키타야마 히로미츠                                     |                                                             |
| 11월 8일        | 용기         | 야마시타 토모히사 타카키 유야 나카지마 유토           | 타카키 유야 나카지마 유토                             |                                                             |
| 12월 6일        | 2009         | 오쿠라 타다요시 야스다 쇼타 타카키 유야 나카지마 유토 | 오쿠라 타다요시 야스다 쇼타 타카키 유야 나카지마 유토 |                                                             |
| 12월 13일       | 크리스마스   | 아리오카 다이키 나카야마 유마                         | 아리오카 다이키                                       |                                                             |
| 2010년 1월 10일 | JUMP         | Hey! Say! JUMP                                        | Hey! Say! JUMP                                        |                                                             |
| 1월 17일        | 감사         | Hey! Say! BEST                                        | 야부 코타 타카키 유야 타마모리 유타                   |                                                             |
| 2월 7일         | LOVE SONG    | NYC boys 나카지마 유토                                | 나카지마 유토                                         |                                                             |
| 2월 14일        | 미래         | Hey! Sɑy! 7 아리오카 다이키 야오토메 히카루           | Hey! Sɑy! 7 아리오카 다이키 야오토메 히카루           |                                                             |
| 3월 7일         | 소리         | 타나카 코키 타카키 유야 나카지마 유토                 | 타나카 코키 타카키 유야 나카지마 유토                 |                                                             |
| 3월 14일        | 졸업         | 우치 히로키 아리오카 다이키                           | 모리모토 신타로 키쿠치 후마                           |                                                             |

### 2010년 4월 ~ 2011년 3월
사회는 코야마 케이치로(NEWS)·나카마루 유이치(KAT-TUN)가 맡고, 프로그램 서포터를 Hey! Say! JUMP의 아리오카 다이키, 타카키 유야, 나카지마 유토가 맡는다.
| 방송일         | 테마          | 게스트                                             | 비고 |
| -------------- | ------------- | -------------------------------------------------- | --- |
| 2010년 4월 2일 | 친구          | 카메나시 카즈야                                    | |
| 4월 9일        | 스토리        | 카메나시 카즈야                                    | |
| 5월 7일        | 붐            | B.A.D.                                             | |
| 5월 14일       | 미소          | 타구치 준노스케                                    | |
| 6월 4일        | 쿨            | 카메나시 카즈야                                    | 칸사이 Jr. 참가(칸사이 쥬니어에게 Q) |
| 6월 11일       | 하늘          | 카메나시 카즈야                                    | |
| 7월 2일        | 목표          | KAT-TUN Hey! Say! JUMP                             | 칸사이 Jr. 참가(칸사이 쥬니어에게 Q) |
| 7월 9일        | HOT           | KAT-TUN Hey! Say! JUMP                             | |
| 8월 6일        | 여름          | 타키자와 히데아키 야마시타 토모히사 Hey! Say! JUMP | |
| 8월 13일       | 여름          | 타키자와 히데아키 Hey! Say! JUMP                   | 칸사이 Jr. 참가(칸사이 쥬니어에게 Q) |
| 9월 3일        | 빛            | 요코야마 유                                        | NHK 오사카 홀에서 수록 |
| 9월 10일       | 파워          | 요코야마 유                                        | NHK 오사카 홀에서 수록 |
| 10월 8일       | 보물          | 우에다 타츠야                                      | |
| 10월 15일      | 희로애락      | 우치 히로키                                        | |
| 11월 5일       | 이어짐        | NYC                                                | 칸사이 Jr. 참가(칸사이 쥬니어에게 Q) |
| 11월 12일      | 해피          | NYC KAT-TUN                                        | |
| 12월 3일       | 2010          | Hey! Say! JUMP                                     | 칸사이 Jr. 참가(칸사이 쥬니어에게 Q) |
| 12월 10일      | 크리스마스    | 카메나시 카즈야                                    | |
| 2011년 1월 7일 | 스타트        | 타키 & 츠바사                                      | 칸사이 Jr. 참가(칸사이 쥬니어에게 Q) |
| 1월 21일       | Yell          | Hey! Say! 7                                        | |
| 2월 4일        | 연정          | KAT-TUN                                            | 칸사이 Jr. 참가(칸사이 쥬니어에게 Q) |
| 2월 11일       | 여행길        |                                                    | 칸사이 Jr. 참가(칸사이 쥬니어에게 Q) |
| 3월 24일       | 10주년 스페셜 | NYC                                                | 2011년 3월 11일 방송 예정이었지만, 도호쿠 지방 태평양 바다 지진의 영향으로 평소와는 다른 시간대에 방송되었다. 덧붙여, 2011년 4월 26일(화요일 17:00)에도 BS 프리미엄에서 방송되는데, 이것은 전술과 같은 이유로 3월 15일에 예정되어있던 디지털 위성 하이비전(당시)으로의 방송이 휴지되었기 때문에 후일 방송되었다 (BS 프리미엄의 아날로그 방송은 1번 BS2에서 방송되어 실질 재방송 취급). |

### 2011년 4월 ~ 2014년 3월
사회는 Hey! Say! JUMP가 맡는다(멤버에서 3명이 출연해 격월로 교체).회에 따라서 Hey! Say! JUMP의 멤버 전원이 출연한다.
| 방송일         | 테마                               | 사회                                          | 게스트            | 비고 |
| -------------- | ---------------------------------- | --------------------------------------------- | ----------------- | --- |
| 2011년 4월 8일 | 더 소년구락부~우리의 메시지~ Part1 | Hey! Say! JUMP                                |                   | 동일본 대지진의 영향으로 CR-505 스튜디오에서 수록. Hey! Say! JUMP, NYC의 멤버 전원이, 메시지를 전했다.       |
| 4월 15일       | 더 소년구락부~우리의 메시지~ Part2 | Hey! Say! JUMP                                |                   | 동일본 대지진의 영향으로 CR-505 스튜디오에서 수록. A.B.C-Z, B.I.Shadow, Kis-My-Ft2의 멤버가 메시지를 전했다. |
| 5월 6일        | 희망                               | 아리오카 다이키 나카지마 유토 야오토메 히카루 | 카메나시 카즈야   | |
| 5월 13일       | 우정                               | 아리오카 다이키 나카지마 유토 야오토메 히카루 | 야마시타 토모히사 | |
| 6월 3일        | 웃음                               | 아리오카 다이키 야부 코타 야마다 료스케       |                   | |
| 6월 10일       | 걸음                               | 아리오카 다이키 야부 코타 야마다 료스케       |                   | |
| 7월 1일        | 때(時)                             | 아리오카 다이키 타카키 유야 치넨 유리         | 타키자와 히데아키 | |
| 7월 8일        | 여름                               | 아리오카 다이키 타카키 유야 치넨 유리         | 타나카 코키       | |
| 8월 5일        | 꿈                                 | 아리오카 다이키 이노오 케이 나카지마 유토     |                   | |
| 8월 12일       | 색                                 | 아리오카 다이키 이노오 케이 나카지마 유토     | 나카마루 유이치   | Kis-My-Ft2 출연                                                                                              |
| 9월 2일        | 여행                               | 아리오카 다이키 야마다 료스케 치넨 유리       | NYC               | NHK 오사카 홀에서 수록                                                                                       |
| 9월 9일        | 서(西)                             | 아리오카 다이키 야마다 료스케 치넨 유리       | 우치 히로키       | NHK 오사카 홀에서 수록                                                                                       |
| 9월 23일       | -                                  | -                                             | -                 | 스핀오프 기획:리퀘스트 스페셜 Kis-My-Ft2                                                                     |
| 10월 7일       | 힘                                 | Hey! Say! JUMP                                | Hey! Say! JUMP    | |
| 10월 14일      | 소리                               | 아리오카 다이키 타카키 유야 나카지마 유토     |                   | Kis-My-Ft2 출연 칸사이 쟈니즈 Jr. 출연(VTR 코너 〈소년들~창살 없는 감옥~〉)                                  |
| 10월 28일      | -                                  | -                                             | -                 | 스핀오프 기획:리퀘스트 스페셜 나카야마 유마&칸사이 쟈니즈 Jr.                                                |
| 11월 4일       | 열정                               | 아리오카 다이키 치넨 유리 야부 코타           |                   | Kis-My-Ft2 출연 Sexy Zone 첫 출연 칸사이 쟈니즈 Jr. 출연(VTR 코너 〈칸사이 쥬니어에게 Q〉)                   |
| 11월 11일      | 행복                               | 아리오카 다이키 치넨 유리 야부 코타           | 우치 히로키       | Kis-My-Ft2 출연 칸사이 쟈니즈 Jr. 출연(VTR 코너 〈칸사이 쥬니어에게 Q〉)                                     |
| 12월 2일       | 2011                               | 아리오카 다이키 야오토메 히카루 야마다 료스케 |                   | A.N.JELL 출연 Kis-My-Ft2 출연 Sexy Zone 출연 칸사이 쟈니즈 Jr. 출연(VTR 코너 〈칸사이 쥬니어에게 Q〉)        |
| 12월 9일       | 크리스마스                         | 아리오카 다이키 야오토메 히카루 야마다 료스케 | 우치 히로키       | Kis-My-Ft2 출연 Sexy Zone 출연                                                                               |

### 2014년 4월 ~
사회가 다시 2인제로 되어, 프로그램 개시 당시부터, 누계 햇수 10년 이상 프로그램에 출연하고 있는 A.B.C-Z의 카와이 후미토와, 2014년 4월에 데뷔한 쟈니즈WEST의 키리야마 아키토가 맡고 있다.

## 소년구락부 프리미엄
《소년구락부 프리미엄》(일본어: ザ少年倶楽部プレミアム)은 스튜디오 토크 주체의 음악 버라이어티 프로그램이다. 2006년 4월부터 방송 개시.

### 출연자
사회
- Kis-My-Ft2 (2019년 4월 ~)

### 주요 코너
Premium Talk (프리미엄 토크)
지금까지 쟈니즈 사무소 아티스트를 불러 행하고 있던 토크 코너를 리뉴얼. 연예계 선배 탤런트를 불러, 각 멤버가 선배에게 묻고싶은 것을 질문한다.
Premium Show&History (프리미엄 쇼&히스토리)
쟈니즈 사무소 아티스트를 게스트로 맞아, 매회 한 연도를 집어, NHK에 의한 게스트 등의 비장 영상을 게스트와 함께 시청하며 토크한다. 토크 후에는, 게스트의 대표곡이나 신곡이 피로된다.
Works (워크스)
쟈니즈 사무소 아티스트의 콘서트나 이벤트 모습을 집어 드는 코너.